# Ельхінген
Ельхінген (нім. Elchingen) — громада в Німеччині, знаходиться в землі Баварія. Підпорядковується адміністративному округу Швабія. Входить до складу району Ной-Ульм.
Площа — 24,87 км2. Населення становить 9581 ос. (станом на 31 грудня 2020).